# Andrae Williams
Andrae Williams (Freeport, Bahamas, 12 de julio de 1983) es un atleta bahameño, especialista en la prueba de relevos 4x400 m, con la que ha logrado ser subcampeón mundial en 2005 y subcampeón olímpico en 2008.

## Carrera deportiva
En el Mundial de Helsinki 2005 ganó la medalla de plata en los relevos 4x400 metros, con un tiempo de 2:57.32 segundos, tras los estadounidenses y por delante de los jamaicanos, siendo sus compañeros de equipo: Avard Moncur, Nathaniel McKinney y Chris Brown.
Dos años después, volvió a conseguir la plata en la misma prueba en el Mundial de Osaka 2007 y al año siguiente de nuevo plata en las Olimpiadas de Pekín 2008.